# James B. Sumner
James Batcheller Sumner (Canton, Massachusetts, 1887. november 19. – Buffalo, New York, 1955. augusztus 12.) amerikai vegyész. 1946-ban John H. Northroppal és Wendell M. Stanley-vel megosztva elnyerte a kémiai Nobel-díjat az enzimek kristályosíthatóságának felfedezéséért.

## Pályafutása
James B. Sumner 1887. november 19-én született a Boston melletti Canton kisvárosban Charles Sumner és Elizabeth Rand Kelly gyermekeként. Családja régi New England-i família volt, puritán őseik még a 17. században vándoroltak ki Amerikába. Apjának tekintélyes vidéki földbirtoka volt, nagyapjának pedig egy gyapotfeldolgozó üzeme és egy farmja. James előbb az Eliot Grammar School, majd néhány évvel később a jobb oktatást nyújtó Roxbury Latin School diákja volt. Egyik nagybátyja hatására kezdett el érdeklődi a természettudományok iránt, kedvenc tárgyai a fizika és a kémia volt és sokat kísérletezett. Rendszeresen vadászott és az egyik alkalommal egy társa véletlenül meglőtte: emiatt könyök amputálni kellett a bal kezét. Helyzetét súlyosbította, hogy eredetileg balkezes volt. Hosszas gyakorlással elérte, hogy jobb kezével is jó eredményeket tudjon elérni a sportokban, jól teniszezett, síelt, biliárdozott és lőtt célba.
1906-ban Sumner beiratkozott a Harvard Egyetemre. Először villamosmérnöknek készült, de miután rájött, hogy ehhez nincs meg a matematikai előképzettsége, inkább a kémiát választotta. 1910-ben megszerezte a BS diplomát majd egy darabig nagybátyja pamutkötödéjében dolgozott, de mivel ez az elfoglaltság egyáltalán nem kötötte le, a Új-Brunswick-i Mt. Allison College-ben kezdett el tanítani. 1911-ben a massachusettsi Worcesteri Politechnikai Intézetben volt kémiai tanársegéd, de a következő évben felmondott, hogy a Harvardon biokémiát tanuljon Otto Folin professzornál. Folin először a jogtudományt javasolta neki, mondván, hogy egy félkezű ember nem képes egy kísérletes tudományt megfelelően végezni, de Sumner kitartott és 1914-ben megszerezte doktorátusát. Ezután európai körútra indult, de az első világháború kitörése miatt egy hónapig Svájcban rekedt. Ezalatt kapott egy táviratot a Cornell Egyetemről, amelyben biokémiai adjunktusi állást ajánlottak neki. Sumner elfogadta a posztot és azután aktív élete végéig az egyetemen maradt, ahol 1929-ben kapta meg professzori kinevezését. 

## Munkássága
Sumner a Cornellen először kémiai analitikával foglalkozott, de semmilyen érdekes eredményt nem tudott produkálni. Ezután úgy döntött, hogy megpróbál tiszta formájában izolálni egy enzimet. Ez addig senkinek sem sikerült, de a feladat megfelelt apró laboratóriumának és kisszámú segédszemélyzetének. A munkát az ureáz enzimmel kezdte el.
Munkája évekig sikertelen volt, de nem adta fel, bár kollégái kétségbe vonták, hogy célja, a tisztított enzim egyáltalán elérhető-e. 1921-ben, mikor kutatásai még korai fázisban voltak, elnyert egy ösztöndíjat és Brüsszelbe utazott, Jean Effronthoz, aki több könyvet is írt az enzimekről. Maga Effront is nevetségesnek találta ötletét az enzimek izolálásáról. Sumner tovább folytatta kísérleteit és végül 1926-ban sikerrel járt ("a telefonhoz mentem és mondtam a feleségemnek, hogy kikristályosítottam az első enzimet" emlékezett vissza később). A legtöbb biokémikus még ezután is kételkedve fogadta eredményeit, de ezek hatására 1929-ben megkapta professzori katedráját.
Idővel megkapta az őt megillető elismerést. 1937-ben Guggenheim-ösztöndíjjal öt hónapot Uppsalában, a Nobel-díjas Theodor Svedberg laboratóriumában töltött, ezalatt megkapta a svéd gyógyszerészeti társaság, az Apotekarsocieteten Scheele-érmet. Miután John H. Northropnak sikerült kikristályosítania a pepszint, majd más enzimeket is, kiderült, hogy Sumner az enzimek izolálásának általános módszerét dolgozta ki. 

## Díjai
1946-ban James B. Sumner – John H. Northroppal és Wendell M. Stanley-vel megosztva – az enzimkristályosítási módszeréért megkapta a kémiai Nobel-díjat. 1948-ban az Amerikai Tudományos Akadémia sorai közé fogadta.

## Családja
James Sumner 1915-ben vette feleségül Bertha Louise Ricketts, akitől öt gyermeke született (egyikük fiatalon meghalt). 1930-ban elváltak és Sumner egy évvel később összeházasodott a svéd Agnes Paulina Lundkvistot, akitől szintén elvált, majd 1943-ban elvette Mary Morrison Beyert, akitől még két gyermeke született.
James B. Sumner 1955. augusztus 12-én halt meg rákban, 67 éves korában. 